# Опел Фронтера (2024)
„Опел Фронтера“ (Opel Frontera) е модел малки кросоувър SUV (сегмент J/B) на германския производител „Опел“, произвеждан от 2024 година в Търнава.
Моделът е базиран на общата за групата „Стелантис“ платформа „Смарт Кар Платформ“, използвана и от малкия кросоувър „Ситроен C3 Еркрос (CC24)“. Той заема междинно положение в гамата от модели на „Опел“ – между „Опел Мока“ и „Опел Грандленд“, а изцяло електрическите му варианти се предлагат с необичайно ниска цена за този клас.
Във Великобритания „Опел Фронтера“ се продава под името „Воксхол Фронтера“.